# Louis Appia
(Lettera di Giuseppe Garibaldi al Comitato della Croce Rossa di Ginevra, Pieve di Bono, luglio 1866)
Louis Appia (Hanau, 13 ottobre 1818 – Ginevra, 1º maggio 1898) è stato un medico svizzero.

## Biografia
Louis Paul Amédée Appia, cofondatore della Croce Rossa Internazionale, nacque, terzo di sei figli, da Jean Paul, pastore valdese, e Louise Charlotte Carolina Develay originari del Regno di Sardegna. Studiò nel collegio di Francoforte sul Meno e all'età di 18 anni si diplomò a Ginevra.
Nel 1838 frequentò la facoltà di medicina presso l'università di Heidelberg e nel 1843 si laureò medico-chirurgo. 
Fu il primo medico a prestare cure mediche a prezzi modici nel comune ginevrino di Jussy dal 1849 al 1853,
anno in cui sposò Anna Carolina Lasserre: da questa ebbe due figli, Paolo e Adolfo, noto sceneggiatore, e due figlie, Elena e Maria. Il fratello Giorgio esercitò la professione di pastore protestante a Pinerolo.
Nel 1859 durante la seconda guerra di indipendenza, Appià scese in Italia e visitò gli ospedali militari da campo di Torino, Milano, Brescia e Desenzano del Garda. Ovunque si adoperò per la cura dei feriti e la raccolta dei fondi necessari per la prosecuzione della nobile opera. L'ospedale San Filippo di Milano sperimentò in quel periodo una sua invenzione, il carro ambulanza, trasportando a lunga distanza un tenente ferito gravemente.
Il suo impegno non sfuggì all'attenzione dei potenti del tempo. Nel 1860, assieme a Henry Dunant, fu decorato dal re Vittorio Emanuele II di Savoia dell'Ordine di San Maurizio e di San Lazzaro.

## La fondazione della Croce Rossa
Nel 1862 con a Henry Dunant ed altri quattro cittadini svizzeri, il giurista Gustave Moynier, il generale Henry Dufour e il medico Theodore Maunoir, creò il "Comitato ginevrino di soccorso dei militari feriti". Il Comitato promosse poi le idee proposte da Dunant nel libro "Un ricordo di Solferino" e portò alla firma della "Prima Carta Fondamentale" del 29 ottobre 1863 e alla "Convenzione di Ginevra" del 22 agosto 1864.

## La prima missione
Nel 1864 quando la Prussia si impadronì del principato di Schleswig-Holstein con una guerra contro la Danimarca, il "Comitato permanente" ne approfittò per mandare presso i due eserciti suoi rappresentanti con l'incarico di studiare le possibilità di applicazione dei principi stabiliti pochi mesi prima. Uno di questi incaricati era appunto il medico Louis Appia che subito si rese conto della difficoltà di intervento e della necessità di un serio impegno da parte degli stati circa la protezione del personale e delle strutture dedite alla cura delle vittime e dei feriti di guerra.

## Al seguito dei garibaldini in Trentino, tra morti e feriti
Quando nel 1866 scoppiò la terza guerra di indipendenza e a Garibaldi venne affidato il fronte del Trentino, Louis Appia raggiunse con altri quattro medici volontari il campo garibaldino.
Il 20 luglio i quattro generosi svizzeri raggiungono "il povero villaggio di Storo", ove erano concentrati oltre 6.000 volontari. Il giorno successivo raggiunsero Tiarno preparandosi a ricevere molti dei 451 garibaldini feriti nella cruenta battaglia di Bezzecca, che era cominciata alle tre del mattino e continuava ancora, causando più morti e feriti di tutta la sfortunata campagna garibaldina del 1866.
A Tiarno operò nella cura dei militari feriti anche il magasino dottor Giuliano Venturini, medico condotto a Bezzecca.

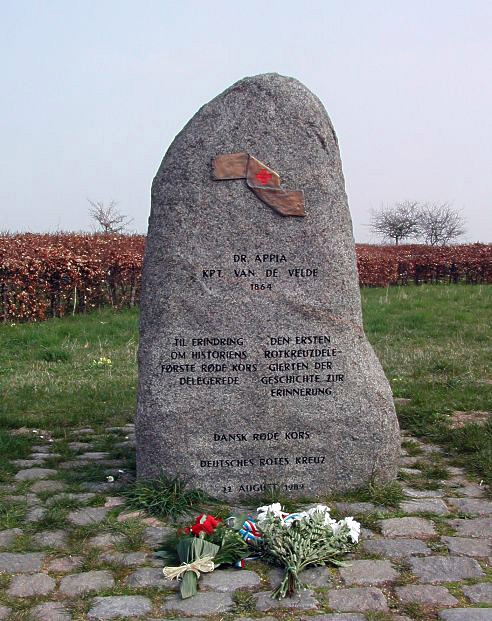
Monumento commemorativo a Louis Appia e a Charles van de Velde

Il medico Appia fu aiutato da alcune infermiere volontarie, prime fra tutte l'inglese Jessie White, moglie del capitano Alberto Mario. Con lei operarono pure altre sette volontarie infermiere italiane, tra le quali si distinse soprattutto la moglie di Enrico Albanese, medico personale di Garibaldi.
Appia riferì per l'occasione di scene da far accapponare la pelle. Il 23 luglio Louis Appia ritornò a operare a Storo, dove il Corpo di Sanità garibaldino, diretto dal medico milanese Agostino Bertani organizzò un ospedale in una grande casa a tre piani che venne battezzata "Ospedale di Santa Caterina".
Il 30 luglio, a Pieve di Bono, ospite della famiglia Glisenti, Appia incontrò il generale Garibaldi ricevendo i calorosi ringraziamenti per l'aiuto prestato ai suoi volontari.